# Skatelövs socken
Skatelövs socken i Småland ingick i Allbo och Kinnevalds härader i Värend, ingår sedan 1971 i Alvesta kommun och motsvarar från 2016 Skatelövs distrikt i Kronobergs län.
Socknens areal är 146,60 kvadratkilometer (varav 70,93 i Allbo härad), varav land 119,44 (varav 64,19 i Allbo härad). År 2000 fanns här 1 666 invånare. Tätorten Grimslöv samt några kilometer öster därom sockenkyrkan Skatelövs kyrka ligger i socknen. 

## Administrativ historik
Skatelövs socken har medeltida ursprung. Socknen delas av två härader, Allbo och Kinnevald.
Kinnevalds häradsdel bestod av orterna: Skatelöv, Huseby, Osby, Hassle, Krokstorp, Aplaryd, Odensjö by, Skäggalösa by, Jularelycka, Sunnansviks gård med intilliggande Bonäs, Vrankunge by, Silkesnäs gård, Agnäs gård, samt på Hössöhalvöns västra sida Vevik, Bjurkärr, Järnsmedbacken, Julås samt lägenheterna Odensjö nr. 12 och 13 och Timmerön.
Vid kommunreformen 1862 övergick socknens ansvar för de kyrkliga frågorna till Skatelövs församling och för de borgerliga frågorna till Skatelövs landskommun.  Denna senare inkorporerades 1971 i Alvesta kommun.
1 januari 2016 inrättades distriktet Skatelöv, med samma omfattning som församlingen hade 1999/2000.
Socknen har tillhört samma fögderier och domsagor som Allbo härad. De indelta soldaterna tillhörde Kronobergs regemente, Skatelövs kompani, Smålands husarregemente, Växjö kompani och Smålands grenadjärkår, Sunnerbo kompani.

## Geografi
Skatelövs socken ligger kring Helige å och Skatelövfjorden i norra delen av Åsnen, cirka 3 mil sydväst om Växjö. Socknen består av odlingsbygd vid Skatelövsfjorden och skogs- och mossmarker i övrigt.
Bland mer kända platser i socknen kan nämnas Huseby Bruk. Andra mindre orter/byar är Gottåsa (fd gästgiveri), Väghult (fd. marknadsplatsen Hultamarken), Odensjö, Skäggalösa, Skallekulla, Lövhult, Smörhöga, Hölmö, Torp, Hunna, Ströby, Osby, Vrankunge och Silkesnäs. Sunnanvik med tillhörande Bonäs är familjegård för släkterna Cavallius, Cavallin och Hyltén-Cavallius.
I Skatelövs finns tre naturskyddsområden med anknytning till sjön Åsnen, Husebymaden samt två platser på Hössöhalvön, Bjurkärr (del av Veviks gård som donerats av Mary Stephens på 1960-talet) och sedan 1990-talet delar av det gamla prebendehemmanet och kronogården Agnäs, med ur- och lövskogar.

## Fornminnen

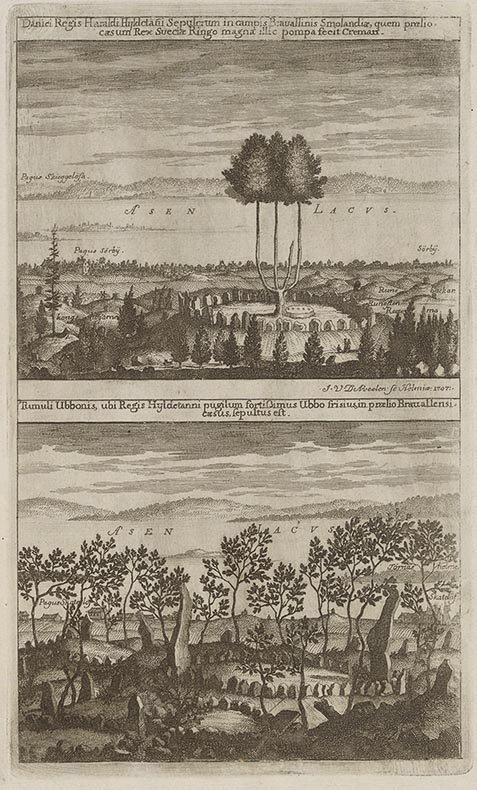
Ubbes grav med Harald Hildetands grav ur Suecia antiqua et hodierna.

Sex hällkistor från stenåldern, flera gravrösen från bronsåldern och tolv järnåldersgravfält finns här. Mest känt är det stora gravfältet Bråvalla hed, där skeppssättningen kallad Ubbes grav ligger. Två runristningar finns, varav en vid kyrkan. Offerkälla (Hansakälla) finns vid Hökasskärv.

## Namnet
Namnet (1290 Skatelef), taget efter kyrkbyn, har förledet mansnamnet Skati och efterledet löv, ärvt gods.

## Kända Skatelövsbor
- Göran Rothman
- Petter Rudebeck
- Carl Magnus Agrell
- Gunnar Olof Hyltén-Cavallius
- Florence Stephens
- Jon Bengtsson i Ströby 1719-1797
- Kristina Nilsson

### Fotnoter
1. 1 2 3  Svensk Uppslagsbok andra upplagan 1947–1955: Skatelöv socken
2. 1 2  Harlén, Hans; Harlén Eivy (2003). Sverige från A till Ö: geografisk-historisk uppslagsbok. Stockholm: Kommentus. Libris 9337075. ISBN 91-7345-139-8
3. ↑  Kyrkoarkivet för  Skatelövs socken – Nationella arkivdatabasen, Riksarkivet
4. ↑  Administrativ historik för Skatelöv socken (Klicka på församlingsposten). Källa: Nationella arkivdatabasen, Riksarkivet.
5. 1 2  Sjögren, Otto (1931). Sverige geografisk beskrivning del 2 Östergötlands, Jönköpings, Kronobergs, Kalmar och Gotlands län. Stockholm: Wahlström & Widstrand. Libris 9939
6. 1 2 3  Nationalencyklopedin
7. ↑  Fornlämningar, Statens historiska museum: Skatelövs socken
8. ↑  Fornminnesregistret, Riksantikvarieämbetet: Skatelövs socken Fornminnen i socknen erhålls på kartan genom att skriva in sockennamn (utan "socken") i "Ange geografiskt område"